# Георгий X
Георгий X (груз. გიორგი X) (род. ок. 1560/1565 — 1606) — царь Картлийского царства (1600—1606). Сын царя Симона I и Нестан-Дареджан, дочери царя Кахети Левана. Из династии Багратионов - Картли (Картлийская ветвь).

## Биография
До вошествия на престол в (1598—1599) годах возглавлял восстание против владычества Османской империи. В 1599 году стоял во главе войск Картли с заданием защиты города Гори от османских войск, посланных для подавления восстания.
В 1601 году освободил Лори. В Ирано-османской войне 1602—1612 годов был вынужден воевать на стороне Персии.
В (1603—1604) годах принимал участие во взятии Еревана. С позволения шаха Аббаса I возвратился в Грузию и начал войну с османами за Тбилиси и Ахалцихе.
Во время правления Георгия X были заложены политические отношения с Россией: был заключен договор о союзе. Закреплением договора должна была стать женитьба дочери Георгия Елены и Фёдора Борисовича Годунова. Но с ухудшением внутренней ситуации в России и интервенцией Польши и Швеции этот план не был осуществлён, а дипломатические отношения были прерваны.
В 1606 году царь Георгий скоропостижно скончался в Меджврисхеви, в Шида-Картли. Вероятно, он был ликвидирован в результате приказа персидского шаха Аббаса I. Ему наследовал его сын, царевич Луарсаб, в конечном счете ликвидированный тем же шахом Аббасом и причисленный к лику святых Грузинской Православной Церковью.

## Семья
Был женат на Мариам-Тамаре, дочери князя Георгия Липартиани (из рода Дадиани), в этом браке родились:
- Луарсаб II, царь Картли;
- Тинатин (Лала, Фатима-Султан-Хатун), царевна, была в первом браке замужем за шахом Ирана Аббасом I, во втором браке за ханом Гянджинским Пейкар-ханом;
- Элена (Гулшар), царевна;
- Хорешан, царевна, была замужем за царем Кахети Теймуразом I.

## Память
Георгий X стал персонажем романа Анны Антоновской «Великий Моурави».